# 돌하우스 (미국의 드라마)
돌하우스(Dollhouse)는 2009년 1월 13일부터 2010년 1월 29일까지 FOX에서 방영된 SF 드라마이다.

## 출연
- 일라이자 두슈쿠 - 에코
- 해리 레닉스 - 보이드 랭턴
- 프랜 크랜즈 - 토퍼 브링크
- 타모 페니킷 - 폴 밸러드
- 엔버 조카이 - 빅터
- 디천 래크먼 - 시에라
- 올리비아 윌리엄스 - 아델 디윗